# Antonino Fiorile
Antonino Fiorile (Apice, 6 gennaio 1946 – Sorrento, 15 ottobre 2024) è stato un calciatore italiano, di ruolo difensore.

## Caratteristiche tecniche
Giocava come terzino sinistro.

## Carriera
Esordì all'età di 15 anni con la prima squadra del Sorrento nel campionato campano di Prima Categoria, nel quale giocò 3 partite; l'anno seguente giocò nella Juve Sorrento, in Seconda Categoria, per poi tornare al Sorrento a partire dal 1963. Giocò quattro stagioni consecutive in Prima Categoria con i rossoneri, più uno in Promozione (campionato che a partire dalla stagione 1967-1968 era il massimo livello regionale al posto del vecchio campionato di Prima Categoria, declassato al secondo livello regionale). In questa stagione il Sorrento vinse il girone B campano di Promozione, venendo così promosso in Serie D, campionato in cui nella stagione 1968-1969 Fiorile giocò 27 partite, contribuendo alla promozione in Serie C della squadra campana al termine di un vittorioso spareggio contro la Turris. Nella stagione 1969-1970 Fiorile giocò quindi il primo campionato di Serie C della sua carriera, nel quale collezionò 35 presenze senza mai segnare, contribuendo al 4º posto finale dei campani. L'anno seguente il Sorrento vinse il girone C di Serie C, venendo quindi promosso per la prima ed unica volta nella sua storia in Serie B, campionato in cui Fiorile disputò una sola partita prima di venire ceduto nel novembre 1971 al Crotone, con cui nel resto della stagione giocò 27 partite nel campionato di Serie C 1971-1972; dopo la retrocessione in terza serie del Sorrento, Fiorile tornò a vestire la maglia rossonera nel 1972, e continuò a giocare per altre otto stagioni (sei in Serie C e due in Serie C2) con un totale di 208 presenze.
In carriera ha giocato complessivamente 435 partite di campionato con il Sorrento, squadra di cui detiene il record di presenze.

## Palmarès

### Club

#### Competizioni nazionali
- Serie D: 1

Sorrento: 1968-1969
- Serie C: 1

Sorrento: 1970-1971

#### Competizioni regionali
- Promozione: 1

Sorrento: 1967-1968